# Temporada 1992-1993 del Club Joventut Badalona
La temporada 1992-1993 va ser la 54a temporada en actiu del Club Joventut Badalona des que va començar a competir de manera oficial. La Penya va disputar la seva 37a temporada a la màxima categoria del bàsquet espanyol. Va acabar la fase regular en la segona posició, classificant-se per disputar els play-offs, i a punt d'igualar l'èxit de les dues temporades anteriors. L'equip també va participar en la Copa del Rei i a la Lliga europea, i va guanyar la Lliga catalana.

## Resultats
Copa d'Europa FIBA
En aquesta edició de la Lliga europea el Joventut va quedar eliminat a vuitens de final al no poder quedar entre els quatre primers del seu grup.
Lliga ACB i play-offs
A la Lliga ACB acabarà segon, després de perdre a la final amb el Reial Madrid en cinc partits. Va finalitzar la fase regular en la segona posició de 22 equips participants, classificant-se per disputar els play-offs. En 31 partits disputats de la fase regular va obtenir un bagatge de 24 victòries i 7 derrotes, amb 2.621 punts a favor i 2.332 en contra (+289). Als play-offs va eliminar el CB Pescanova Ferrol a vuitens, el NatWest Zaragoza a quarts i el FC Barcelona a semifinals.
Copa del Rei
El Joventut va perdre la final de la Copa disputada a La Corunya davant el Madrid per 74 a 71. Prèviament, la Penya havia eliminat el TDK Manresa (86-57) i el NatWest Zaragoza (85-71) a quarts de final i semifinals respectivament.
Lliga catalana
La Penya va guanyar aquesta edició de la Lliga catalana guanyant a la final al FC Barcelona per 89 a 79. A semifinals havia derrotat el Manresa per 75 a 72.

## Plantilla
La plantilla del Joventut aquesta temporada va ser la següent:
| Club Joventut Badalona: plantilla 1992-93 |                           |       |      |
| #                                         | Jugador                   | Pos.  | A.   |
| 4                                         | Joe Kopicki               | Pivot | 2.03 |
| 5                                         | Rafa Jofresa              | Base  | 1.83 |
| 6                                         | Tomàs Jofresa             | Base  | 1.84 |
| 8                                         | Jordi Villacampa          | Aler  | 1.96 |
| 9                                         | Chris Jent                | Aler  | 2.02 |
| 10                                        | Corny Thompson            | Pivot | 2.02 |
| 12                                        | Juan Antonio Morales      | Pivot | 2.11 |
| 13                                        | Ferran Martínez i Garriga | Pivot | 2.12 |
| 14                                        | Dani Pérez                | Aler  | 1.98 |
| 15                                        | Mike Smith                | Aler  | 1.98 |

| Club Joventut Badalona: staff 1992-93 |                      |
| Nom                                   | Funció               |
| Lolo Sáinz                            | Entrenador           |
| Randy Knowles                         | Entrenador assistent |

| Jugadors del planter amb minuts al 1r equip |                |       |      |              |
| #                                           | Jugador        | Pos.  | A.   | Participació |
| 99                                          | Alfonso Albert | Pivot | 2.11 | 2 partits    |

### Baixes
| Baixes a l'inici de temporada |       |
| Jugador                       | Pos.  |
| Carlos Ruf                    | Pivot |
| Jordi Pardo                   | Aler  |

| Baixes durant la temporada |      |
| Jugador                    | Pos. |
| Harold Pressley            | Aler |